# Tjäpetjauratjah
Tjäpetjauratjah är varandra näraliggande sjöar i Gällivare kommun i Lappland som ingår i Kalixälvens huvudavrinningsområde.
- Tjäpetjauratjah (Gällivare socken, Lappland, 752191-163438), sjö i Gällivare kommun, 67°45′35″N 18°59′10″Ö / 67.7597°N 18.9861°Ö
- Tjäpetjauratjah (Gällivare socken, Lappland, 752238-163567), sjö i Gällivare kommun, 67°45′46″N 19°00′55″Ö / 67.7627°N 19.0154°Ö (5,43 ha)